# Queens of the Stone Age
 (транскр.  Квинс ов де стоун ејџ; дослован превод: Краљице каменог доба) амерички је рок бенд.

## Историјат
Бенд је основао 1996. године Џош Хоми под именом Гама Реј. 1998. издају први албум који носи име бенда, а највећи успех постижу 2002. године, када издају албум Songs for the Deaf, на којем гостује Дејв Грол, и који је продат у преко 900 000 примерака. Многи критичари су га прогласили једним од најбољих издања те године. Најновији, седми, албум Villains изашао је 2017. године.

## Стил
одликује се тврдим звуком који потиче од различитих утицаја и не може се лако дефинисати. Бенд вуче корене из града Палм Дезерт у Калифорнији, познатом по стоунер рок музичкој сцени. Још једна од карактеристика је велики број гостију на албумима.

## Чланови

### Тренутни
- Џош Хоми — вокал, главна гитара
- Трој ван Лувен — гитара, клавијатуре, пратећи вокал
- Џои Кастиљо — бубњеви
- Мајкл Шуман — бас гитара, пратећи вокал
- Дин Фертита — клавијатуре, перкусије, пратећи вокал

## Дискографија

### Студијски албуми
- Queens of the Stone Age (1998)
- Rated R (2000)
- Songs for the Deaf (2002)
- Lullabies to Paralyze (2005)
- Era Vulgaris (2007)
- … Like Cloclwork (2013)
- Villains (2017)
- In Times New Roman... (2023)

## Галерија
- Наступ 25. августа 2005. године у Паризу
- Џои Кастиљо и Џош Хоми на фестивалу у Тутлингену, Немачка, 2007. године
- Концерт у Остину, септембра 2007. године
- Џош Хоми и Мајкл Шуман током наступа 2011.
- Наступ у Роузмонту, Илионис, 2013.